# テレビ東京土曜9時枠の連続ドラマ
テレビ東京土曜9時枠の連続ドラマ（テレビとうきょうどようくじわくのれんぞくドラマ）は、東京12チャンネル→テレビ東京が土曜21時台に編成していたテレビドラマ放送枠である。日産自動車の一社提供枠であったため、日産劇場とも呼ばれた。

## 歴史
初作品は、1969年10月4日に放送開始した時代劇『女殺し屋 花笠お竜』である。1970年代に入ってからは『新藤兼人劇場』などの現代劇も放送されていたが、1970年10月3日放送開始の時代劇『大江戸捜査網 アンタッチャブル』以後は同シリーズ6作が放送されることになった。1984年9月29日を最後に大江戸捜査網シリーズはいったん終了し、本枠はバラエティ番組枠に転換された。

## 編成時間
いずれも日本標準時。

### 第1期
- 土曜 21:00 - 21:56 （1969年10月4日 - 1971年12月25日）

### 第2期
- 土曜 21:00 - 21:56 （1972年3月25日 - 1974年9月28日）
- 土曜 21:00 - 21:55 （1974年10月5日 - 1975年9月27日）
- 土曜 21:00 - 21:54 （1975年10月4日 - 1984年9月29日）

## 放送作品一覧

### 第1期
- 女殺し屋 花笠お竜（1969年10月4日 - 1970年3月28日）
- 新藤兼人劇場
  - 愛妻物語（1970年4月4日 - 1970年4月25日）
  - 誘惑（1970年5月2日 - 1970年5月23日）
  - 銀心中（1970年5月30日 - 1970年6月13日）
  - 女は魔もの（1970年6月20日 - 1970年6月27日）
- 日本怪談劇場（1970年7月4日 - 1970年9月26日）
- 大江戸捜査網 アンタッチャブル（1970年10月3日 - 1971年9月25日）
- 絵島生島（1971年10月2日 - 1971年12月25日）

### 第2期
- 大江戸捜査網（第2シリーズ、1972年3月25日 - 1973年3月17日）
- 旅人異三郎（1973年3月24日 - 1973年9月15日）
- 大江戸捜査網（第3シリーズ、1973年9月22日 - 1974年3月16日）
- 大江戸捜査網（第4シリーズ、1974年3月23日 - 1979年9月15日）
- 大江戸捜査網（第5シリーズ、1979年9月22日 - 1984年3月31日）
- 新・大江戸捜査網（1984年4月7日 - 1984年9月29日）

| 東京12チャンネル 土曜 21:00 - 21:56                                   | 東京12チャンネル 土曜 21:00 - 21:56                                                  | 東京12チャンネル 土曜 21:00 - 21:56                            |
| 前番組                                                                | 番組名                                                                               | 次番組                                                         |
| --------------------------------------------------------------------- | ------------------------------------------------------------------------------------ | -------------------------------------------------------------- |
| 土曜邦画劇場（第1期） （1969年4月5日 - 1969年9月27日） ※21:00 - 22:25 | テレビ東京土曜9時枠の連続ドラマ （1969年10月4日 - 1971年12月25日）                   | 土曜邦画劇場（第2期） （1972年1月 - 1972年3月） ※21:00 - 22:25 |
| 東京12チャンネル→テレビ東京 土曜 21:00 - 21:54                        |                                                                                      |                                                                |
| 土曜邦画劇場（第2期） （1972年1月 - 1972年3月） ※21:00 - 22:25        | テレビ東京土曜9時枠の連続ドラマ （1972年3月25日 - 1984年9月29日）                    | テレビあっとランダム （1984年10月27日 - 1990年3月31日）        |
| 東京12チャンネル 土曜 21:54 - 21:55                                   |                                                                                      |                                                                |
| 土曜邦画劇場（第2期） （1972年1月 - 1972年3月） ※21:00 - 22:25        | テレビ東京土曜9時枠の連続ドラマ （1972年3月25日 - 1975年9月27日） 【1975年10月廃枠】 | 天気予報 ※21:54 - 22:00 【1分拡大】                            |
| 東京12チャンネル 土曜 21:55 - 21:56                                   |                                                                                      |                                                                |
| 土曜邦画劇場（第2期） （1972年1月 - 1972年3月） ※21:00 - 22:25        | テレビ東京土曜9時枠の連続ドラマ （1972年3月25日 - 1974年9月28日） 【1974年10月廃枠】 | 天気予報 ※21:55 - 22:00 【1分拡大】                            |